# 이코노메트리카
이코노메트리카(Econometrica)는 1933년에 만들어진 경제학 학술지로, 이름처럼 계량경제학을 주로 다루나 기타 여러 경제학 분야도 다루는 계간지이다. 이코노메트리카는 현존하는 경제학 저널 중 가장 뛰어난 것 중 하나로 알려져 있다. 현 편집자는 게임 이론가인 스테판 모리스(Stephen Morris)이다.